# Aguilaria
Aguilaria is een geslacht van weekdieren uit de klasse van de Gastropoda (slakken).

## Soort
- Aguilaria subochracea (E. A. Smith, 1877)